# Pittura barocca

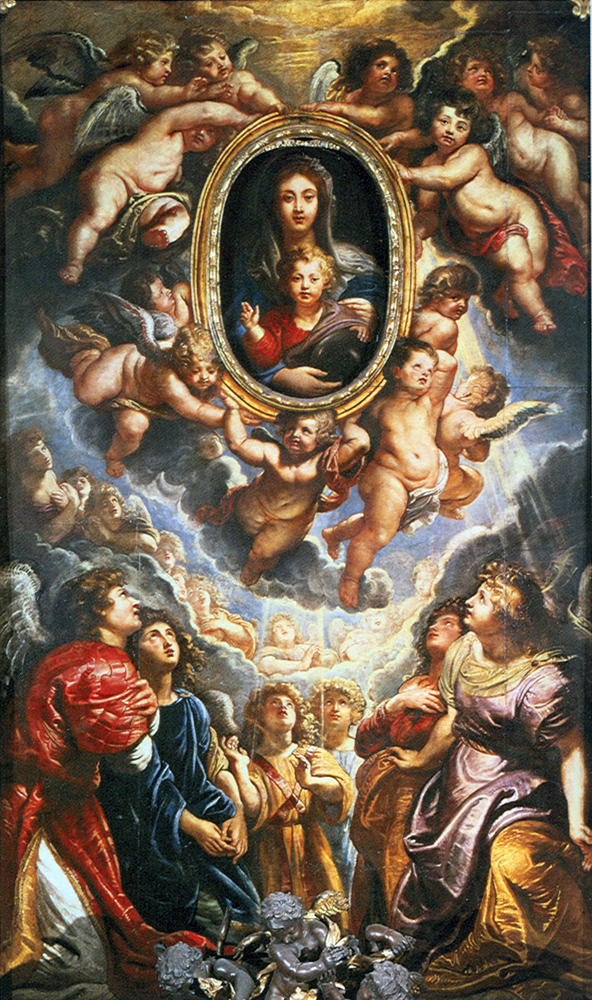
Rubens, Madonna della Vallicella (1608), Santa Maria in Vallicella, Roma

Con pittura barocca si intende lo stile pittorico che ebbe la sua massima diffusione nel XVII secolo, a partire da Roma, irradiandosi in quasi tutta Europa fino oltre il XVIII secolo.
Il termine barocco si può intendere in due sensi: 
- in senso lato e generico, indica tutte le manifestazioni pittoriche dalla fine del XVI secolo al XVIII secolo. Comprende così tutto quello che sta tra il manierismo e il neoclassico, ovvero movimenti stilistici anche molto diversi tra loro, quali il classicismo emiliano, il caravaggismo, il rococò, le scuole locali variamente inquadrabili.
- in senso stretto e peculiare degli studi storico artistici indica invece lo stile dinamico e coinvolgente che in pittura nasce a Roma verso il 1630 coi lavori di Giovanni Lanfranco e di Pietro da Cortona, che raccolgono e sviluppano una serie di fermenti culturali, tra cui i lavori precedenti di Rubens, di Guercino e le suggestioni scultoree di Gian Lorenzo Bernini.

È solo in questo secondo caso che sarebbe proprio parlare di "pittura barocca", riferendosi invece al resto come "pittura dei secoli XVII e XVIII" o, con riferimento solo al primo secolo, "seicentismo".

## Contesto

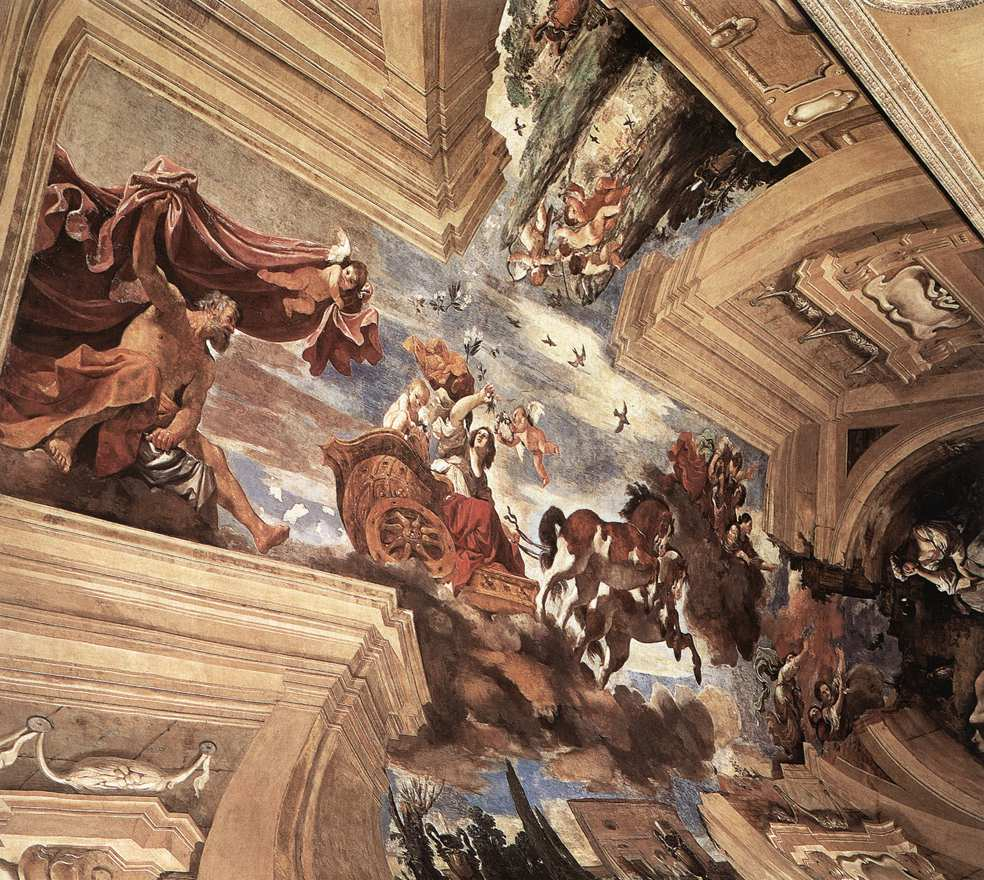
Guercino, Aurora (1621), Roma, Casino Ludovisi

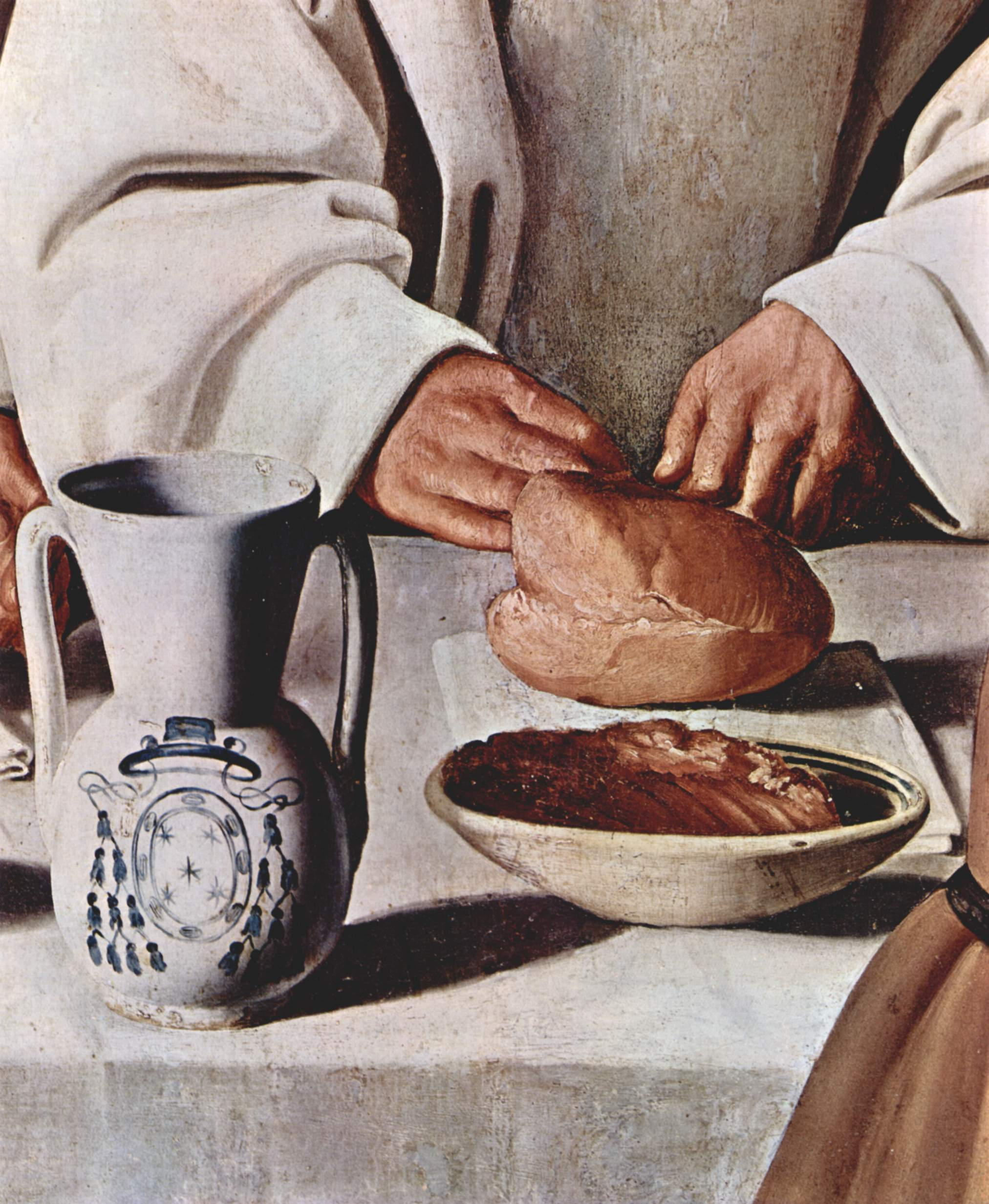
Francisco de Zurbarán

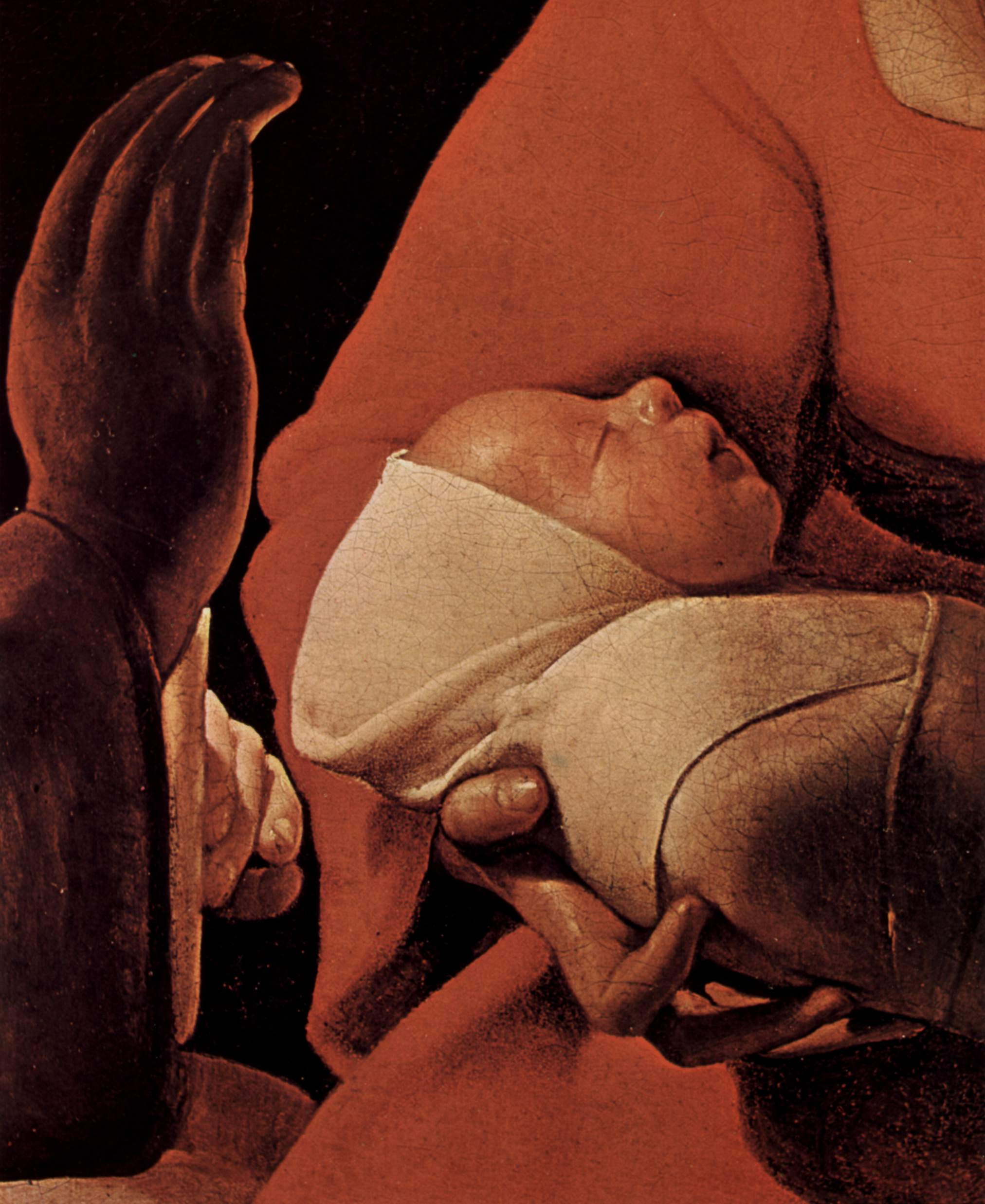
Georges de La Tour

Architetti, scultori e pittori diventano, grazie alle loro opere, il tramite necessario per toccare con efficacia l'animo dei fedeli. Quindi l'arte diventa un mezzo della Chiesa cattolica trionfante per persuadere gli eretici, i dubbiosi, ed arginare la pressione protestante sui confini francesi e italiani. Per raggiungere questo ambizioso obiettivo, l'arte deve avere la capacità di sedurre, commuovere, conquistare il gusto, non più attraverso l'armonia del Rinascimento, ma mediante l'espressione di emozioni forti.
Il fascino viscerale dello stile barocco deriva da un diretto coinvolgimento dei sensi. Nella pittura barocca non vi era sollecitazione dell'intelletto e sottigliezza raffinata come nel manierismo, il nuovo linguaggio puntava direttamente alle viscere, ai sentimenti dello spettatore. Veniva impiegata un'iconografia il più possibile diretta, semplice, ovvia, ma comunque teatrale e coinvolgente. Mai prima di allora era stato così importante lo spettatore, il suo punto di vista, e l'effetto che la decorazione poteva produrre su di lui.
Una sorta di parallelo è possibile con l'ambito musicale, dove il contrappunto prende piede sostituendo la polifonia, e il tono e l'amalgama orchestrale fa la sua apparizione sempre con maggiore insistenza.
Il pontificato di Urbano VIII Barberini fu il terreno fertile per lo sviluppo dello stile barocco, finalizzato alla celebrazione del casato del papa e dei suoi nipoti, in una sorta di anticipazione dell'assolutismo.
Il termine "barocco" venne usato per la prima volta a fine Settecento, come complemento negativo rivolto a quegli artisti che si erano allontanati, con le loro bizzarrie, dalla sobria norma classica. Per i teorici del neoclassico, il barocco significava esuberanza ed eccesso di ornamentazione: celebre è rimasta la definizione di Francesco Milizia, che nel 1781 chiamava la produzione di quest'epoca la "peste del gusto". La riscoperta del barocco è cosa assai tarda, avvenuta pienamente solo nel XX secolo avanzato, quando tante importanti manifestazioni di questo gusto erano state irrimediabilmente distrutte o compromesse (si pensi ai tanti restauri neomedievali e neorinascimentali negli edifici di culto, effettuati eliminando le stratificazioni successive e perpetrati fino al secondo Dopoguerra). Fu proprio il carattere "anticlassico" e l'innegabile originalità che portarono alla riscoperta del barocco e alla sua valorizzazione, prima negli studi specialistici e poi, attraverso mostre e pubblicazioni divulgative, anche tra il grande pubblico.

## Nascita e sviluppo

### Precursori

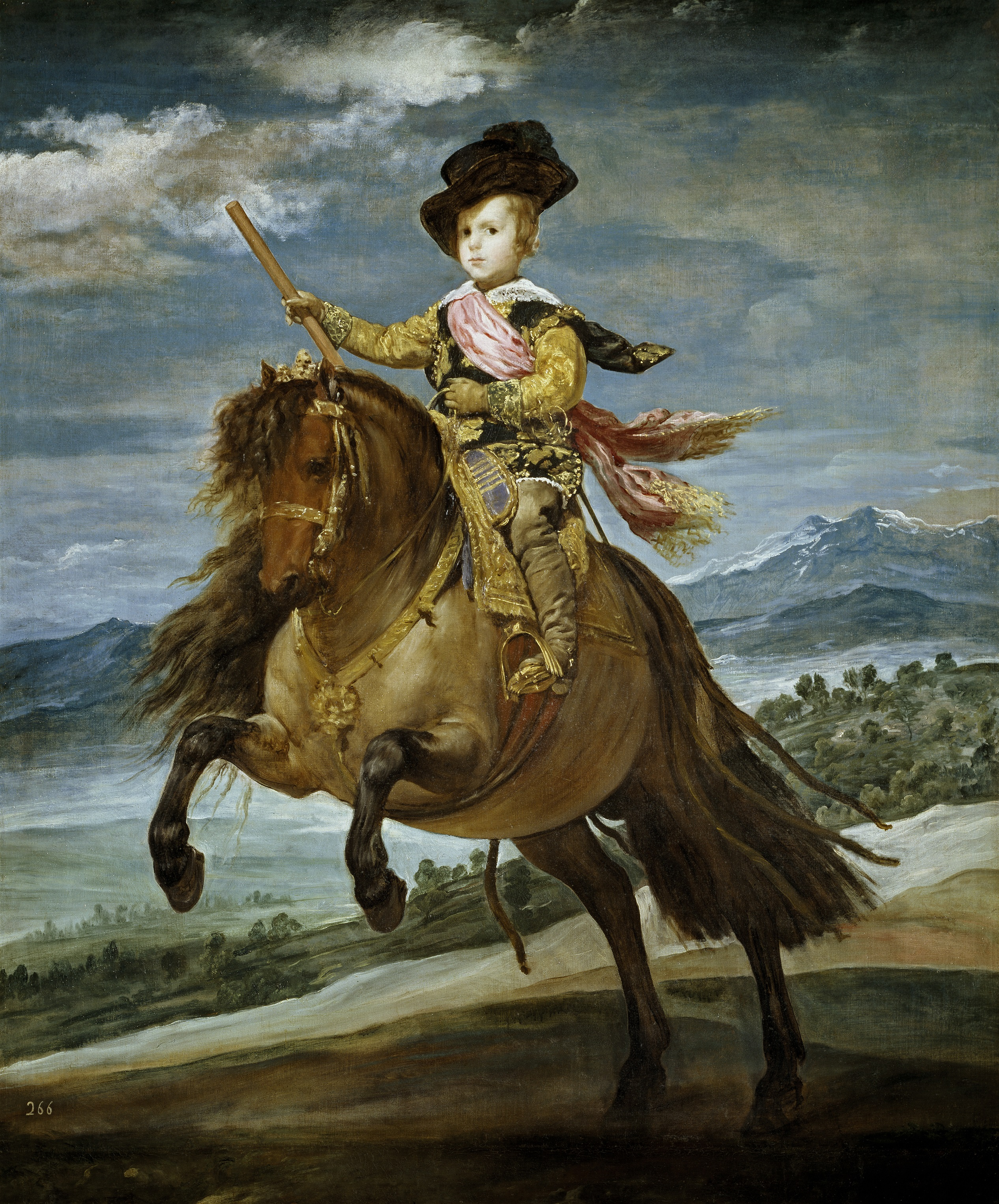
Diego Velázquez

Alla fine del XVI secolo, mentre il manierismo si andava spegnendo in repliche sempre più convenzionali e ripetitive, in molti centri italiani si andava diffondendo il gusto controriformato, sobrio e semplice, in grado da essere compreso da tutti i ceti. Se a Milano e a Firenze la sobrietà si traduceva talvolta in una certa rigidità severa, con una semplificazione geometrica delle composizioni, altri centri sviluppavano soluzioni differenti, maggiormente ricche. Venezia in particolare offriva l'esempio di Veronese e Tintoretto, con le loro composizioni ardite e l'impareggiabile senso del colore, mentre a Parma si riscoprivano col Lanfranco, dopo decenni di oblio, le spregiudicate soluzioni di Correggio e Parmigianino.
Questo avveniva mentre la Chiesa, rafforzata dalla Controriforma, disponeva di ingenti somme da reinvestire in nuove committenze artistiche, sempre più ambiziose e gradualmente più tolleranti verso la contaminazione con temi profani. Il centro di questo processo era Roma, dove si concentrano ormai tutti gli artisti, italiani e non, in cerca di nuovi stimoli e maggior fortuna.
I primi a sviluppare qualcosa di diverso furono i fratelli Carracci, che tra il 1598 e il 1606-1607 trionfarono nella decorazione della Galleria Farnese, ai quali si accodarono poi una serie di emiliani quali Domenichino, Guido Reni e Guercino. Dopo le morti precoci di Annibale Carracci (1609) e di Caravaggio (1610) il mondo artistico sembrò dividersi in due: vi erano i caravaggeschi con la loro estrema verità ottica e sociale, e dall'altra parte i "classicisti", che rielaboravano gli stili storici fornendone una lettura nuova ed eclettica.
La piena padronanza della tecnica pittorica, necessaria per i traguardi che raggiungerà il barocco, venne anticipata dall'attività di Rubens a Roma, che diede dimostrazione delle sue capacità nella decorazione dell'abside della chiesa di Santa Maria in Vallicella (1608), con le tre grandi pale della Madonna della Vallicella e dei santi laterali, composti come uno schema unitario connesso strettamente allo spazio architettonico e alla luce naturale presente. Nel riquadro centrale prevale un'idea dell'insieme rispetto alle singole figure, con un senso di movimento rotatorio corale, accentuato dalla colora di angeli e cherubini. Il colore è caldo e vitale, come appreso dall'artista a Venezia, e forte è il senso di pathos e di energia. In Rubens vi è la potenza fisica delle figure di Michelangelo Buonarroti, la grazia di Raffaello Sanzio, il colore veneto, tizianesco, e una nuova e preponderante carica energetica.
Nel 1621 arrivò a Roma Guercino, al seguito del neoeletto Gregorio XV, entrambi di origini emiliane. In appena un anno di soggiorno lasciò a Roma opere memorabili come l'Aurora nel Casino Ludovisi, dove le figure si sovrappongono allo spazio architettonico fondendosi con esso e ottimizzandosi al punto di vista dello spettatore, a differenza della quasi coeva Aurora Pallavicini del conterraneo Guido Reni, dove la rappresentazione equivale invece a una tela appesa al soffitto, chiaramente delimitata e senza una visione "da sott'in su". Già in Guercino l'occhio di chi guarda è invitato a percorrere tutta la scena senza sosta, attratto dalla concatenazione degli elementi, all'insegna di un voluto effetto di movimento e instabilità, con una luce morbida e il colore steso a macchie. Tali effetti vennero replicati nel San Crisogono in gloria (oggi a Londra, Lancaster House) e soprattutto nella grande pala della Sepoltura e gloria di santa Petronilla (1623), destinata alla basilica di San Pietro e oggi ai Musei Capitolini. Questi spunti furono essenziali per la nascita del nuovo stile "barocco".

### Evoluzione dello stile

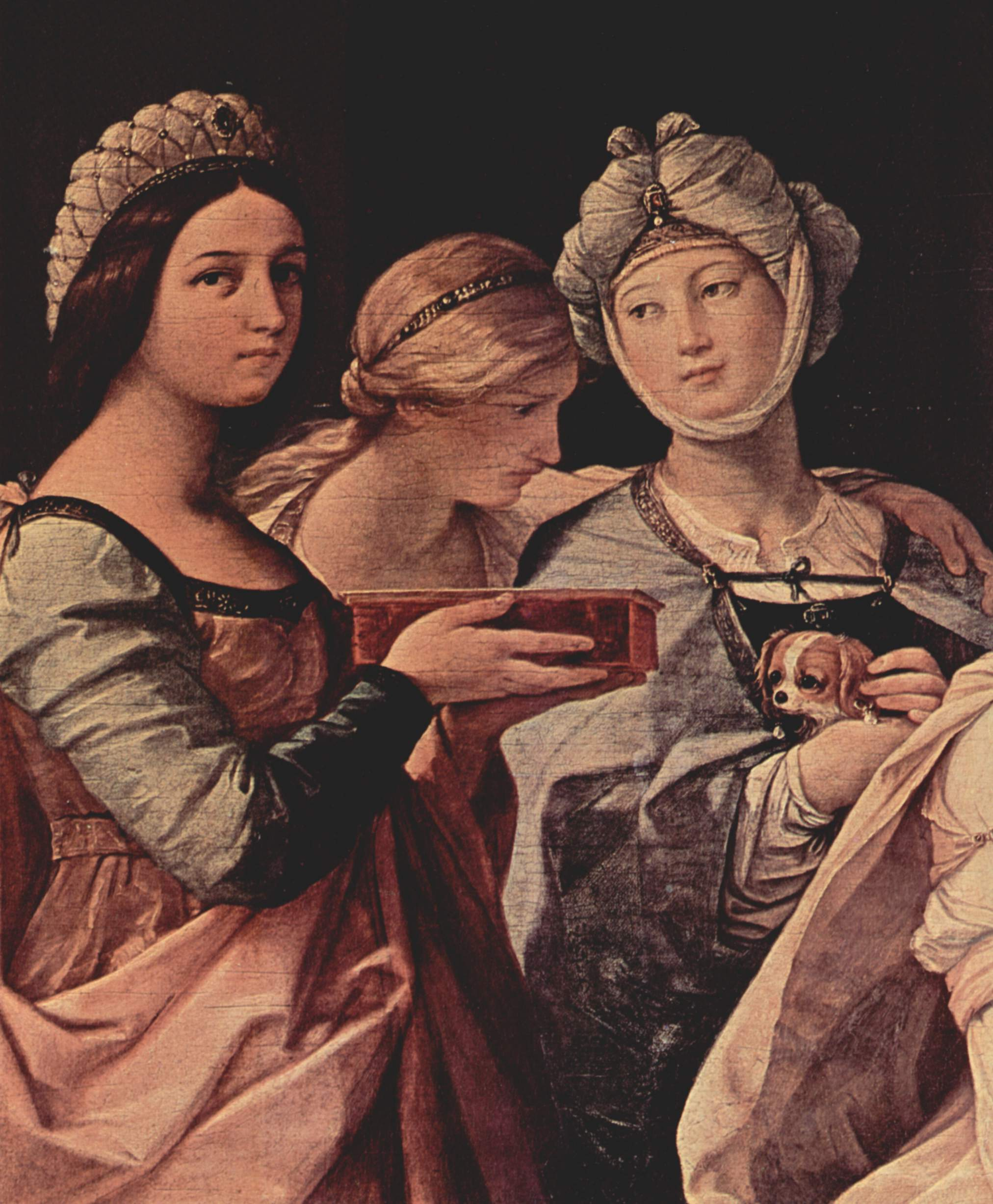
Guido Reni

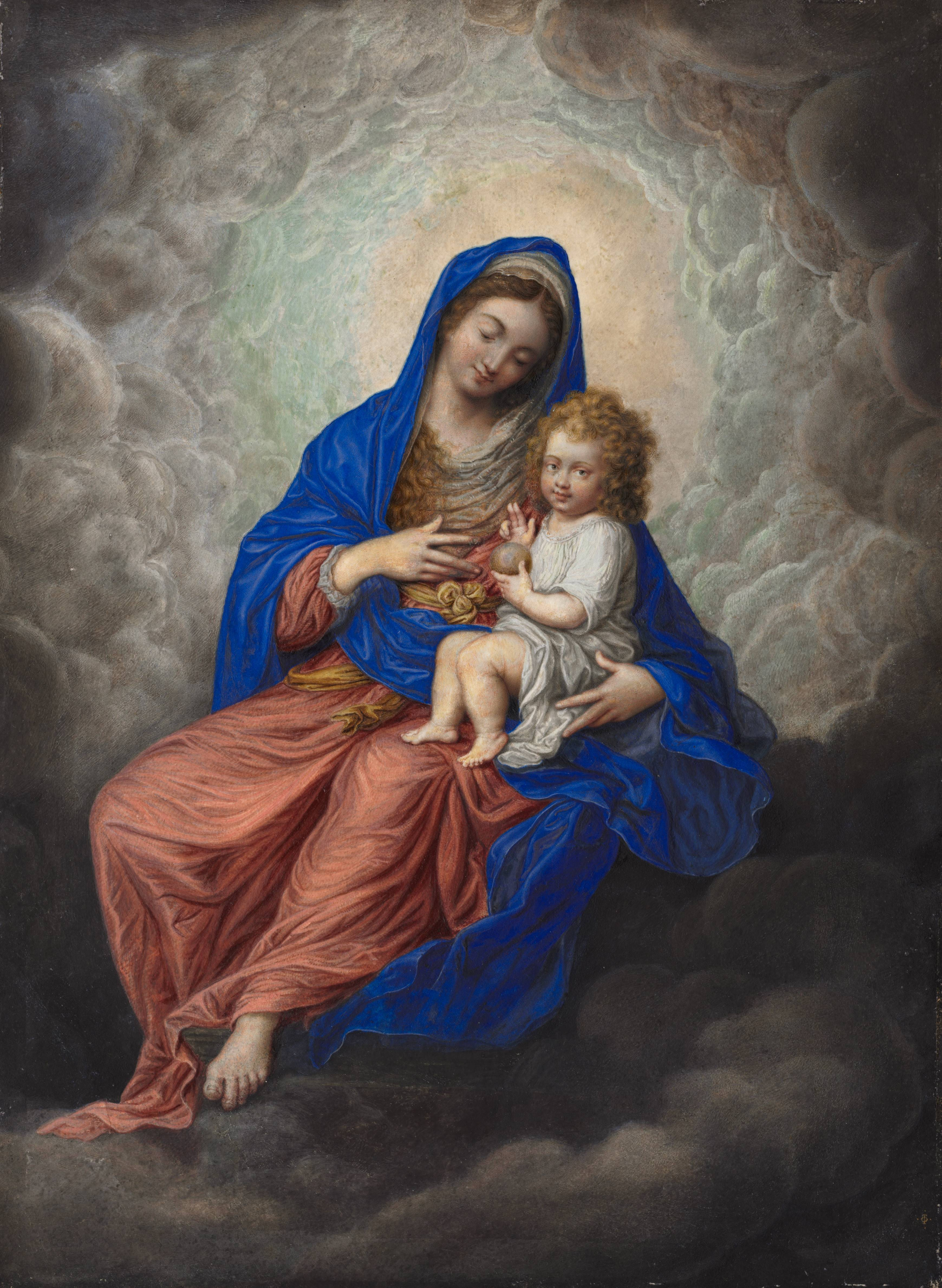
Isaac Oliver

Guercino e Rubens, quindi, furono gli apripista della nuova stagione che avrà una definitiva consacrazione nel terzo decennio, nell'opera di Gian Lorenzo Bernini.
Ma in pittura, la prima opera pienamente "barocca", in cui si trovano tutte le caratteristiche di questo "terzo stile" (tra caravaggismo e classicismo), è la decorazione della cupola di Sant'Andrea della Valle di Giovanni Lanfranco (1625-27), non a caso un parmense, che riprendeva e aggiornava ai contributi più innovativi la lezione delle cupole del Correggio nella sua città. In questo enorme affresco lo spazio reale è esaltato dalla creazione di cerchi concentrici fluidi e instabili, in cui i personaggi si muovono liberamente e, grazie alla luce, creano un senso di rotazione ascendente che ha il suo culmine al centro e simula un'apertura diretta verso il paradiso celeste.
La maturità della pittura barocca si ebbe con le gigantesche imprese decorative di Pietro da Cortona, per esempio nella volta del salone di palazzo Barberini (1633-39) a Roma. La sua tecnica prodigiosa e spericolata venne presto seguita da un buon numero di adepti, e il cortonismo diventò così il linguaggio della pittura monumentale, un perfetto mezzo di propaganda per committenze laiche e religiose in cui apoteosi grandiose sono spinte verso l'altro da effetti luministici e prospettici anche grazie all'uso delle quadrature (per creare le architetture vi erano infatti degli specialisti, detti "quadraturisti").
Le novità dell'opera di Pietro da Cortona furono evidenti fin dai contemporanei, in particolare contrapponendo questo stile delle molte figure in movimento a quello più sobrio e statico di Andrea Sacchi (pure attivo in palazzo Barberini con l'Allegoria della Divina Sapienza): teatro del dibattito è l'Accademia di San Luca, di cui Pietro da Cortona fu principe dal 1634 al 1638. Paragonando la pittura alla letteratura, per Pietro da Cortona le figure compongono un "poema epico", ricco di episodi, mentre per il Sacchi esse partecipano una sorta di "tragedia", dove unità e semplicità sono requisiti fondamentali.

### Diffusione

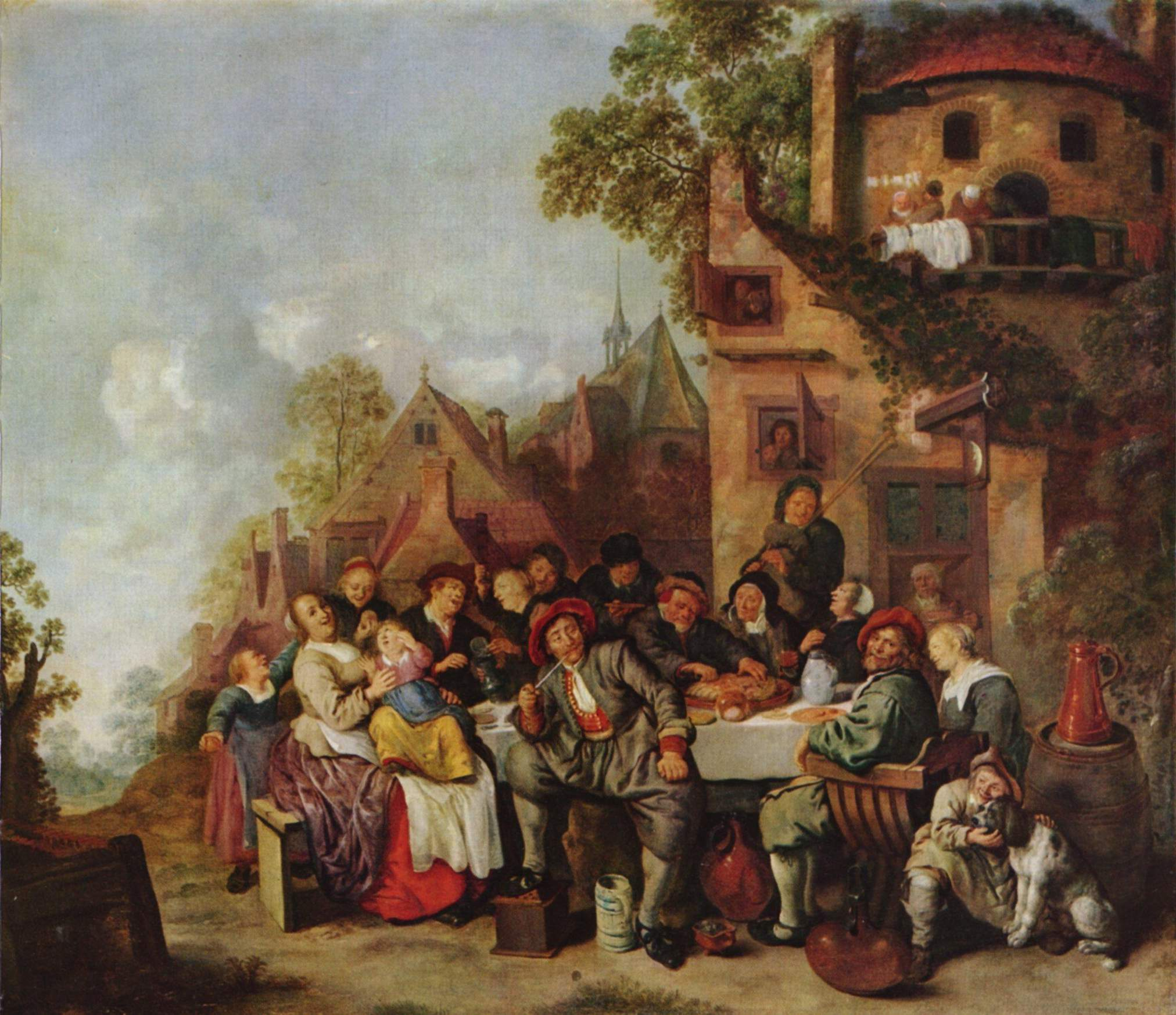
Jan Miense Molenaer

Tra i centri in cui lavorò Pietro da Cortona spicca Firenze, dove fu a lungo al lavoro per i Medici nella decorazione di palazzo Pitti e in altre imprese religiose. L'impatto del suo stile sulla scuola locale, accresciuto dalla lunga presenza del suo allievo più fedele Ciro Ferri, fu dirompente, anche se non di immediato acchito. Il primo artista locale che si fece pienamente coinvolgere fu il Volterrano.
Giovanni Lanfranco lavorò a lungo a Napoli, creando le condizioni per l'attecchire nel sud-Italia del gusto barocco, che ebbe i suoi esponenti più significativi in Luca Giordano e Francesco Solimena. Il primo dei due viaggiò per tutta l'Italia e fu uno straordinario divulgatore delle novità. A Firenze, proprio dove più aveva operato Pietro da Cortona fuori Roma, nella galleria di Palazzo Medici-Riccardi creò un enorme affresco dove però, a differenza di Pietro da Cortona è ormai assente qualsiasi impaginazione architettonica, secondo una libertà compositiva che preannuncia già la leggerezza aerea settecentesca.
Il successo di Pietro da Cortona spinse comunque molti artisti ad avvicinarsi al suo stile. Allievi diretti della prima ora furono Giovan Francesco Romanelli (allontanato dal maestro perché si era posto in rivalità con lui già nel 1637 e preso a protezione da Gianlorenzo Bernini), Giovanni Maria Bottalla e Ciro Ferri; della seconda ora (dopo il 1655) Lazzaro Baldi, Guglielmo e Giacomo Cortese, Paul Schor, Filippo Lauri. Romanelli venne chiamato a Parigi dal cardinale Francesco Barberini, e fu un fondamentale artista alla corte del Re Sole.
Il passaggio di Rubens a Genova, seguito da Van Dyck, aveva inoltre acceso un precoce interesse verso il nuovo stile in Liguria. Gregorio de Ferrari realizzò nel capoluogo ligure ampie decorazioni scenografiche ed esuberanti. Proprio un genovese, il Baciccio, realizzerà un'altra opera chiave del percorso del barocco a Roma, la volta della chiesa del Gesù, chiamato dallo stesso Bernini. Sempre nella cerchia di Bernini fu Ludovico Gemignani, artista pistoiese che fece fortuna sotto il conterraneo papa Clemente IX Rospigliosi, e il cui padre Giacinto era stato un altro allievo diretto di Pietro da Cortona.
Il ruolo dei Gesuiti nella diffusione dello stile barocco è testimoniata dalle importanti commissioni riservate al confratello Andrea Pozzo, autore di straordinarie illusioni ottiche di volte aperte sul cielo, prima a Roma e poi in altri centri, compresa Vienna.
Nell'ultimo quarto dei Seicento le richieste di committenze artistiche in chiese e palazzi si moltiplicarono e lo stile barocco era ormai un tripudio di interpretazioni eclettiche, diffuse da artisti delle più varie estrazioni artistiche. Tra i nomi di quest'ultima fase spiccano Antonio e Filippo Gherardi, Domenico Maria Canuti, Enrico Haffner, Giovanni Coli, Giacinto Brandi. A chiudere il secolo spicca su tutte la già citata figura del napoletano Luca Giordano, che preannuncia ormai soluzioni più aperte e vaste, anticipatrici della pittura rococò.
In Francia, la pittura barocca si diffuse inizialmente grazie a Simon Vouet, pittore parigino installato a Roma negli anni dieci e venti del Seicento, che fece il suo ritorno in patria nel 1627, ricevendo importanti commissioni da parte del re, dei grandi nobili e dalle maggiori chiese parigine. A Parigi, il suo stile evolvé verso un più grande classicismo con meno effetti chiaroscurali che segnò fortemente la pittura francese dei decenni successivi.

## Altre esperienze seicentiste

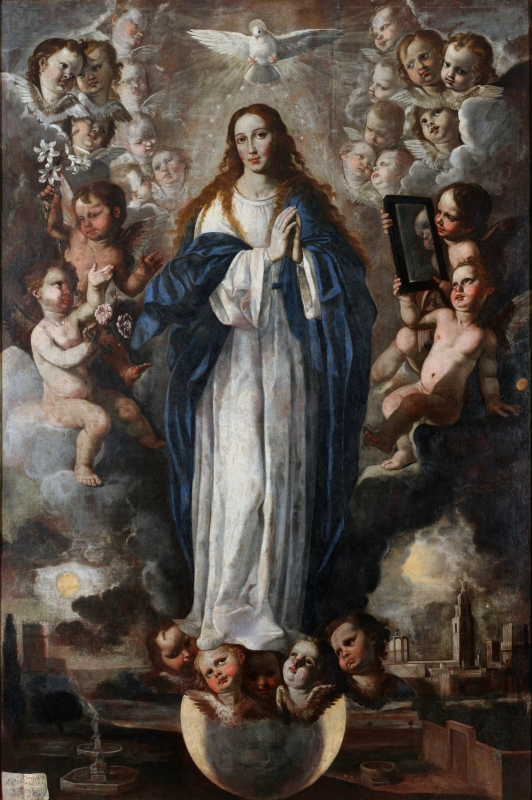
Jeroni Jacint Espinosa

### Naturalismo
Tra le componenti fondamentali dell'arte seicentista c'è quella del naturalismo, che ha il suo fulcro nel cosiddetto "Seicento lombardo". Nata dall'osservazione della natura di Caravaggio e cresciuta con le indicazioni di Carlo e Federico Borromeo, questa pittura, che ha il suo centro propulsore in Milano, utilizzava un linguaggio severo e drammatico in scene fortemente narrative, in quadri che sono sempre un miscuglio di realtà concreta, quotidiana, e una visione mistica e trascendentale dell'umanità e della fede. Campioni di questa tendenza sono Giovan Battista Crespi, Giulio Cesare Procaccini, Daniele Crespi e Pier Francesco Mazzucchelli detto il Morazzone, che costituiscono il gruppo dei cosiddetti pittori pestanti milanesi.
A differenza dei pittori controriformati, i naturalisti mettevano sullo stesso piano ogni elemento del mondo sensibile, senza omettere dettagli secondari rispetto a un ideale di bellezza e di decoro. Si trattava di princìpi legati anche a particolari significati filosofici e religiosi, secondo i quali ogni manifestazione, quale riflesso del Divino, è degna di venire rappresentata in tutti i suoi molteplici aspetti.
Questa corrente si diffuse in maniera trasversale attraverso i seguaci di Caravaggio, attecchendo soprattutto nei paesi di dominazione spagnola: dalla Lombardia al Regno di Napoli (Battistello Caracciolo, Carlo Sellitto, Filippo Vitale, Massimo Stanzione), dalle Fiandre (i caravaggisti di Utrecht) alla penisola iberica (Velàzquez, Zurbaràn, Ribera).

### Realismo
Sebbene si tratti di un termine assai recente, con riguardo alla pittura olandese del Secolo d'oro, si può parlare di "realismo" inteso some sottospecie di naturalismo.
L'indipendenza delle Province Unite portò alla ribalta la Chiesa calvinista, la quale rifiutava le immagini sacre, producendo inizialmente una sospensione della produzione artistica. Prontamente però gli artisti seppero dedicarsi a nuovi generi, dedicati alla decorazione delle abitazioni della fiorente borghesia: per la prima volta in Europa nacque una pittura "borghese" dove, su supporti medio-piccoli, alcuni generi fino ad allora di nicchia, quali il paesaggio, la natura morta, i temi morali, i ritratti e gli autoritratti, acquistavano la dignità della migliore produzione pittorica. Gli olandesi, seguendo le orme della loro tradizione artistica, avevano uno sguardo particolarmente acuto verso gli aspetti "reali" degli ambienti, dei caratteri e del costume, in cui il dato oggettivo appare filtrato dalla sensibilità dell'artista.

### Classicismo
Già dalla fine del Cinquecento la reazione al Manierismo e al Naturalismo si diffonde una teoria del "bello", secondo la quale gli artisti, pur senza rinnegare la verosimiglianza, si investivano della capacità di selezionare il perfetto, l'ordine e la bellezza rispetto all'imperfezione, al caos e alla deformità. Quindi il pittore, riallacciandosi alle esperienze di Raffaello nel Rinascimento e al mondo dell'arte greco-romana, poteva giungere alla massima perfezione filtrando il dato reale.
Aderirono a questa corrente i pittori emiliani (soprattutto Domenichino, l'Albani, il Sassoferrato), ai quali si ispirarono i francesi quali Nicolas Poussin e Claude Lorrain.

### Bamboccianti
L'olandese Pieter van Laer venne soprannominato a Roma il "Bamboccio", per le sue deformità fisiche. Il termine "bambocciante" finì per indicare il suo gruppo di emuli e seguaci, non senza intenti canzonatori, che reinterpretarono il naturalismo caravaggesco alla luce del genere popolaresco tipicamente olandese. Rispetto a Caravaggio, come già messo in luce dal Bellori, essi però pescavano i soggetti nel mondo dei più umili, e pur godendo del favore di alcuni collezionisti, vennero stigmatizzati dai teorici del tempo.